# فرودگاه شهرستان لیتل فالز/مریسون
فرودگاه شهرستان لیتل فالز/مریسون (به انگلیسی: Little Falls/Morrison County Airport) (به زبان بومی: Lindbergh Field) یک فرودگاه همگانی بهره‌برداری هوایی است که یک باند فرود آسفالت دارد و طول باند آن ۱۲۱۹ متر است. این فرودگاه در کشور ایالات متحده آمریکا قرار دارد و در ارتفاع ۳۴۲ متری از سطح دریا واقع شده است.